# Raphanorhyncha
Raphanorhyncha es un género de fanerógamas perteneciente a la familia Brassicaceae. Comprende una especie, Raphanorhyncha crassa [R.C.Rollins].
- Datos: Q9066628
- Especies: Raphanorhyncha